# Дадли, Эдмунд
Э́дмунд Да́дли (англ. Edmund Dudley; ок. 1462 или 1471/1472 — 18 августа 1510) — английский государственный деятель и финансовый агент короля Генриха VII; в 1504 году занимал должность спикера палаты общин. После восшествия на престол Генриха VIII был заключён в Тауэре и казнён по обвинению в государственной измене. Во время заключения написал трактат The Tree of Common Wealth.

## Биография
Эдмунд Дадли родился, по разным данным, приблизительно в 1462 или 1471/1472 годах. Он принадлежал к семейству Дадли, чья родословная восходит к одному из участников нормандского завоевания Англии с бретонскими корнями. По отцу Эдмунд приходился внуком участнику Столетней войны и Войны Роз Джону Саттону, 1-му барону Дадли. В 1485 году отец Эдмунда, Джон Дадли, стал шерифом Сассекса.
В 1478 году Эдмунд обучался в Оксфордском университете, а затем изучал право в Грейс-Инн, в котором на одном из окон в холле красовался герб баронов Дадли. В начале своего правления Эдмунда заметил король Генрих VII и уже в 23 года Дадли получил пост тайного советника короля. В 1491 году он был избран членом парламента от Льюиса, а в 1495 году — рыцарем Шира от Сассекса. В 1492 году Эдмунд участвовал в организации подписания мирного договора в Этапле. По некоторым данным, в 1497 году Эдмунд был назначен помощником шерифа Лондона, однако возможность того, что образованный юрист и тайный советник короля будет занимать столь низкий пост, весьма сомнительна; в то же время, Дадли и его коллега по учёному совету Эмпсон проживали в Сент-Суитин-лейн, что подтверждает связь Эдмунда с городом.
Эдмунд пользовался большим доверием короля и по его приказу расследовал злоупотребления баронов, в значительной степени деморализованных Войной Роз. В этот период Дадли и его коллега сэр Ричард Эмпсон стали видными деятелями учёного совета при судах — специального органа правосудия при правлении Генриха VII, который занимался взысканием долгов перед короной, запрашивал облигации в качестве поручительства и использовал другие финансовые инструменты против высокородных и богатых субъектов. Король проявлял особую заинтересованность в деятельности Эдмунда и Ричарда и лично контролировал их работу. Пополняя королевскую казну, Эдмунд также обогатился сам: так он приобрёл обширные поместья в Сассексе, Дорсете и Линкольншире. По сведениям сэра Роберта Коттона, за время, когда Дадли управлял финансами короля, Генрих VII смог получить около 4,5 миллионов фунтов монетами и слитками; доход же Дадли с легальных и нелегальных сделок оценивался приблизительно в 120 тысяч фунтов в год.
В 1504 году Дадли был избран спикером палаты общин и в том же году указом короля он стал «сержантом от закона» — членом корпорации английских барристеров. За недолгий период пребывания в парламенте Эдмунд успел провести ряд мелких, но весьма полезных реформ в области права. В 1506 году Дадли стал стюардом рейпа Гастингс. По некоторым данным, в последний год правления Генриха VII Дадли и Эмпсон были назначены специальными комиссарами по применению уголовного законодательства. К концу правления Генриха VII Дадли и Эмпсон стали весьма непопулярны, что, как считали современники, впоследствии стало причиной казни Эдмунда.

### Заключение и казнь
21 апреля 1509 года умер король Генрих VII, ему наследовал сын — Генрих VIII. Дадли и Эмпсон оказались в заключении в Тауэре; все их сделки, связанные с государственным поручительством, были отменены, поскольку новый король посчитал их противоречащими «закону, разуму и совести». 16 июля 1509 года Эдмунд Дадли был обвинён в государственной измене. В обвинительном заключении не упоминалось о финансовой стороне вопроса; Дадли обвинялся в том, что собирал вооружённых людей, когда король Генрих VII был при смерти. Такие меры предосторожности были вполне оправданы, поскольку у Дадли и Эмпсона было много врагов среди баронов; однако растолкованы эти меры были как угрожающие жизни нового короля. В начале следующего года оба обвиняемых были лишены имущественных прав.
Генрих VIII тянул с приказом о казни; это и другие события (повторно созванный парламент не подтвердил лишение Дадли имущественных прав) дали Дадли основание надеяться на помилование. К лету стало ясно, что прощения не будет, и Эдмунд решился на побег с помощью своего брата Питера и родственника Джеймса Бомонта, однако попытка оказалась неудачной. Эдмунд Дадли и Роберт Эмпсон были казнены на Тауэрском холме 18 августа 1510 года. Той же ночью Дадли был похоронен в церкви в Блэкфрайерсе. В своём завещании, датированном днём казни, он передавал жене и детям усадьбы в Сассексе, Дорсете и Линкольншире; часть земель предназначалась для поддержания бедных учеников в Оксфорде. В завещании Эдмунд упоминал брата Питера, а также давал распоряжения относительно обучения и воспитания младшего сына. Кроме того, Дадли выражал желание быть похороненным в Вестминстерском аббатстве.
Находясь в заключении и с целью получить королевское прощение, Эдмунд написал трактат The Tree of Common Wealth, в котором высказывался в пользу абсолютной монархии. Однако король Генрих VIII так и не увидел этой работы. Одна копия трактата оказалась во владении правнука Эдмунда, Амброуза Дадли, после смерти которого им владел сэр Симондс д’Ивс, другую приобрёл и переписал для внука графа Лестера историк Джон Стоу. Ещё несколько более поздних экземпляров хранятся в библиотеке Четмана в Манчестере, Британском музее и личной библиотеке лорда Колторпа. Все эти экземпляры были отпечатаны в Манчестере в 1859 году братством Розы и Креста.

## Семья
Эдмунд был дважды женат. Первым браком приблизительно в 1494 году на Энн Виндзор, дочери Томаса Виндзора из Стенуэлла и Элизабет Эндрюс, которая через Маргарет де Богун была потомком короля Эдуарда I. В браке с Энн у Эдмунда приблизительно в 1500 году родилась дочь Элизабет, которая стала женой Уильяма Стортона, 7-го барона Стортона.
В период между 1500 и 1503 годом Эдмунд женился на Элизабет Грей, дочери Эдварда Грея, 1-го виконта Лайла, и Элизабет Толбот. В браке с Элизабет у Эдмунда было трое сыновей: Джон, Эндрю и Джером. Джон впоследствии возвысился при дворе короля Эдуарда VI, Эндрю стал адмиралом северных морей, а Джером первоначально по воле отца должен был стать церковником, однако он оказался психически или физически нездоров. Эндрю был замешан в попытке Джона посадить на трон леди Джейн Грей; оба брата были осуждены, однако Джон был казнён, а Эндрю после непродолжительного заключения освобождён.
После казни супруга Элизабет Грей вышла замуж за Артура Плантагенета, бастарда короля Эдуарда IV, и родила от него трёх дочерей. Она также унаследовала титул баронессы Лайл после смерти братьев и племянницы Элизабет и передала этот титул своему старшему сыну от брака с Эдмундом Дадли.

## В культуре
Эдмунд Дадли является одним из второстепенных персонажей первого сезона американо-британского исторического мини-сериала «Испанская принцесса». Роль исполнил английский актёр Морган Джонс.